# Devair Araújo da Fonseca
Devair Araújo da Fonseca (ur. 1 lutego 1968 w Franca) – brazylijski duchowny katolicki, biskup Piracicaby od 2021.

## Życiorys
Święcenia kapłańskie przyjął 20 grudnia 1998 i został inkardynowany do diecezji Franca. Pracował głównie jako duszpasterz parafialny, był także m.in. rektorem seminarium we Franca (2003 i 2007–2011) i wicerektorem seminarium w Jaboticabie (2004–2006).
10 grudnia 2014 papież Franciszek mianował go biskupem pomocniczym archidiecezji São Paulo oraz biskupem tytularnym Uzalis. Sakry udzielił mu 1 lutego 2015 metropolita São Paulo - kardynał Odilo Scherer.
11 listopada 2020 został mianowany biskupem ordynariuszem diecezji Piracicaba. Ingres do katedry w Piracicabie odbył 16 stycznia 2021.